# Anemia tripinnata
Anemia tripinnata är en ormbunkeart som beskrevs av Edwin Bingham Copeland. Anemia tripinnata ingår i släktet Anemia och familjen Anemiaceae. Inga underarter finns listade.